# All I Want For Christmas Is You, A Night of Joy & Festivity
All I Want For Christmas Is You, A Night of Joy & Festivity foi a primeira residência de shows da cantora americana Mariah Carey. Performada anualmente no Beacon Theatre em Manhattan, Nova Iorque, a residência de shows iniciou em 15 de dezembro de 2014 e concluiu-se em 18 de dezembro de 2015 após completar catorze shows. A Billboard revelou que nas primeiras seis datas foram vendidos um total de 16,196 ingressos rendendo aproximadamente $1,5 milhões de dólares. A set-list principal do concerto reunia músicas do álbum Merry Christmas de 1994 e seu último álbum natalino Merry Christmas II You de 2010 com algumas canções não natalinas. O concerto também incluía um elenco com quarenta pessoas, junto com um coral gospel, muitos dançarinos e muitas crianças cantando e dançando.

## Produção
Após o lançamento de seu 14° álbum de estúdio, Me. I Am Mariah... The Elusive Chanteuse em 2014, Mariah embarcou na The Elusive Chanteuse Show para promove-lo. A tour visitou a Ásia e a Oceania.    Com o fim da tour, a cantora anunciou uma série de concertos natalinos no Beacon Theatre em NY, em comemoração ao aniversário de 20 anos de seu primeiro álbum natalino Merry Christmas de 1994. Os ingressos entraram em pré-venda em 3 de novembro de 2014, antes de iniciar a venda ao público em geral no dia 10 de novembro pela Live Nation. Em outubro de 2015, novas datas foram foram anunciadas para a venda de ingressos para o Beacon Theatre novamente disponíveis no dia 17 deoutubro pela Ticketmaster.

## Crítica
Steven J. Horowitz da Billboard elogiou a primeira performance da cantora, : "Mariah realizou o que ela prometeu fazer: espalhar a alegria do natal". Jim Farber do New York Daily News declarou que Mariah "parecia nervosa e com dificuldade em respirar" o concerto teve um "estranho fascínio". Jon Caramanica do The New York Times que também fez críticas ao primeiro show, escreveu que a cantora se sentiu "totalmente a vontade" e comentou seu comprometimento com o público.

## Set-list
Essa set-list é uma representação do concerto do dia 18 de dezembro de 2014. Não representa necessária mente todos os concertos durante a residência.
1. "Hark! The Herald Angels Sing]]" / "Gloria in excelsis Deo|Gloria (In Excelsis Dio)"
2. "Charlie Brown Christmas"
3. "Oh Santa!"
4. "Christmas (Baby Please Come Home)"
5. "Silent Night"
6. "Joy to the World"
7. "When Christmas Comes"
8. "Here Comes Santa Claus (Right Down Santa Claus Lane)" / "Housetop Celebration"
9. "Christmas Time Is in the Air Again"
10. "O Holy Night"
11. "Emotions"
12. "We Belong Together"
13. "Hero"
14. "All I Want for Christmas Is You"

## Datas
| Data                   | Cidade           | País             | Local                           |
| América do Norte       | América do Norte | América do Norte | América do Norte                |
| ---------------------- | ---------------- | ---------------- | ------------------------------- |
| 15 de dezembro de 2014 | Nova York        | Estados Unidos   | Beacon Theatre                  |
| 16 de dezembro de 2014 | Nova York        | Estados Unidos   | Beacon Theatre                  |
| 18 de dezembro de 2014 | Nova York        | Estados Unidos   | Beacon Theatre                  |
| 20 de dezembro de 2014 | Nova York        | Estados Unidos   | Beacon Theatre                  |
| 21 de dezembro de 2014 | Nova York        | Estados Unidos   | Beacon Theatre                  |
| 22 de dezembro de 2014 | Nova York        | Estados Unidos   | Beacon Theatre                  |
| América do Norte       |                  |                  |                                 |
| 8 de dezembro de 2015  | Nova York        | Estados Unidos   | Beacon Theatre                  |
| 9 de dezembro de 2015  | Nova York        | Estados Unidos   | Beacon Theatre                  |
| 11 de dezembro de 2015 | Nova York        | Estados Unidos   | Beacon Theatre                  |
| 12 de dezembro de 2015 | Nova York        | Estados Unidos   | Beacon Theatre                  |
| 14 de dezembro de 2015 | Nova York        | Estados Unidos   | Beacon Theatre                  |
| 15 de dezembro de 2015 | Nova York        | Estados Unidos   | Beacon Theatre                  |
| 17 de dezembro de 2015 | Nova York        | Estados Unidos   | Beacon Theatre                  |
| 18 de dezembro de 2015 | Nova York        | Estados Unidos   | Beacon Theatre                  |
| América do Norte       |                  |                  |                                 |
| 5 de dezembro de 2016  | Nova York        | Estados Unidos   | Beacon Theatre                  |
| 7 de dezembro de 2016  | Nova York        | Estados Unidos   | Beacon Theatre                  |
| 8 de dezembro de 2016  | Nova York        | Estados Unidos   | Beacon Theatre                  |
| 10 de dezembro de 2016 | Nova York        | Estados Unidos   | Beacon Theatre                  |
| 11 de dezembro de 2016 | Nova York        | Estados Unidos   | Beacon Theatre                  |
| 13 de dezembro de 2016 | Nova York        | Estados Unidos   | Beacon Theatre                  |
| 14 de dezembro de 2016 | Nova York        | Estados Unidos   | Beacon Theatre                  |
| 16 de dezembro de 2016 | Nova York        | Estados Unidos   | Beacon Theatre                  |
| 17 de dezembro de 2016 | Nova York        | Estados Unidos   | Beacon Theatre                  |
| América do Norte       |                  |                  |                                 |
| 2 de dezembro de 2017  | Nova York        | Estados Unidos   | Beacon Theatre                  |
| 4 de dezembro de 2017  | Nova York        | Estados Unidos   | Beacon Theatre                  |
| 5 de dezembro de 2017  | Nova York        | Estados Unidos   | Beacon Theatre                  |
| Europa                 |                  |                  |                                 |
| 9 de dezembro de 2017  | Paris            | França           | AccorHotels Arena               |
| 10 de dezembro de 2017 | Manchester       | Inglaterra       | Manchester Arena                |
| 11 de dezembro de 2017 | Londres          | Inglaterra       | The O2 Arena                    |
| América do Norte       |                  |                  |                                 |
| 14 de dezembro de 2017 | Las Vegas        | Estados Unidos   | The Colosseum at Caesars Palace |
| 16 de dezembro de 2017 | Las Vegas        | Estados Unidos   | The Colosseum at Caesars Palace |
| 17 de dezembro de 2017 | Las Vegas        | Estados Unidos   | The Colosseum at Caesars Palace |
| 20 de dezembro de 2017 | Las Vegas        | Estados Unidos   | The Colosseum at Caesars Palace |
| 22 de dezembro de 2017 | Las Vegas        | Estados Unidos   | The Colosseum at Caesars Palace |
| Europa                 |                  |                  |                                 |
| 1 de dezembro de 2018  | Stavanger        | Noruega          | Sørmarka Arena                  |
| 3 de dezembro de 2018  | Gothenburg       | Suécia           | Scandinavium                    |
| 4 de dezembro de 2018  | Copenhagen       | Dinamarca        | Royal Arena                     |
| 5 de dezembro de 2018  | Berlin           | Alemanha         | Mercedes-Benz Arena             |
| 7 de dezembro de 2018  | Paris            | França           | AccorHotels Arena               |
| 9 de dezembro de 2018  | Nottingham       | Inglaterra       | Motorpoint Arena                |
| 10 de dezembro de 2018 | Leeds            | Inglaterra       | First Direct Arena              |
| 11 de dezembro de 2018 | London           | Inglaterra       | The O2 Arena                    |
| 13 de dezembro de 2018 | Amsterdam        | Holanda          | Ziggo Dome                      |
| 14 de dezembro de 2018 | Brussels         | Bélgica          | Forest National                 |
| 17 de dezembro de 2018 | Madrid           | Espanha          | WiZink Center                   |

Apresentações Canceladas
| 17 de novembro de 2017 | Windsor, Canadá    | The Colosseum at Caesars Windsor   |
| 18 de novembro de 2017 | Chicago, EUA       | Chicago Theatre                    |
| 20 de novembro de 2017 | Bethlehem, EUA     | Sands Bethlehem Event Center       |
| 21 de novembro de 2017 | Niagara Falls, EUA | Seneca Niagara Events Center       |
| 22 de novembro de 2017 | Northfield, EUA    | Hard Rock Live                     |
| 24 de novembro de 2017 | Oxon Hill, EUA     | The Theater at MGM National Harbor |
| 25 de novembro de 2017 | Atlantic City, EUA | Borgata Casino                     |
| 28 de novembro de 2017 | Nova York, EUA     | Beacon Theatre                     |
| 1 de dezembro de 2017  | Nova York, EUA     | Beacon Theatre                     |